# Iguala
Ne doit pas être confondu avec Igual, Igualada ou Igualeja.
Iguala de la Indepedencía est une ville de 118 462 habitants située dans l’État de Guerrero au Mexique.
Iguala est située à 100 km de Cuernavaca, à 170 km de Mexico, à 30 km de Taxco et à 200 km d’Acapulco.

## Histoire
En septembre 2014, des policiers municipaux et des membres d'un groupe criminel, les Guerreros Unidos, répriment une manifestation étudiante. L'attaque fait 6 morts et 25 blessés. La disparition de 43 autres étudiants a pour conséquence l'arrestation du maire de la ville et de son épouse, liés aux narcotrafiquants et soupçonnés d'avoir joué un rôle dans ces événements.

## Tourisme
Chaque année, durant le mois de février, a lieu la fête du drapeau (la Feria a la Bandera).

### Monument

#### L'Église de Saint François d'Assise
Construit en 1850, c'est l'édifice le plus vieux de la ville. Il est situé dans le centre historique d'Iguala. Ici a été érigé le premier diocèse de l'État de Guerrero par le décret papal du 16 mars 1862.[réf. nécessaire]